# Digonogastra atripectus
Digonogastra atripectus är en stekelart som först beskrevs av William Harris Ashmead 1889.  Digonogastra atripectus ingår i släktet Digonogastra och familjen bracksteklar. Inga underarter finns listade i Catalogue of Life.